# Mun Dzsein
Mun Dzsein (hangul: 문재인, handzsa: 文在寅, RR: Moon Jae-in; Kodzse (Geoje), 1953. január 24.–) dél-koreai emberi jogi ügyvéd és politikus, a liberális Demokrata Párt tagja, 2017 és 2022 között a Koreai Köztársaság elnöke.

## Élete
Szülei észak-koreai menekültek voltak. Egyetemista korában letartóztatták, mert szervezőként részt vett a Pak Csong Hi elnök rezsimje elleni tiltakozásokban. Emberi jogi ügyvéddé válása előtt kötelező katonai szolgálatot teljesített a dél-koreai különleges erők kötelékében. A Hankyoreh című dél-koreai napilap egyik alapítója.

## Politikai karrierje
No Muhjon (No Mu-hyeon) elnök kabinetfőnökeként is dolgozott és külpolitikát illetően hasonló álláspontot képvisel, mint elődje. Indult a 2012-es elnökválasztáson, ahol csak kevéssel maradt alul; akkor Pak Kunhjét (Park Geun-hyét) választották meg elnöknek. 2015 és 2016 között a Kukhö (Gukhoe) (Dél-Korea egykamarás törvényhozói szerve) képviselője; egyben az ellenzéki Demokratikus Összefogás Pártja vezetője volt.

### Elnökké választása
A 2017-es elnökválasztáson a szavazatok 41,4 százalékával fölényes győzelmet aratott konzervatív riválisával, Hong Dzsunphjóval (Hong Junphyóval) szemben. 2017. május 9-én eskütételi beszédében közölte, hogy kész tárgyalni az Amerikai Egyesült Államokkal, hazája legfőbb szövetségesével, és Kínával a THAAD amerikai rakétavédelmi rendszerről, valamint azt is, készen áll arra, hogy Észak-Koreába látogasson és partnerként tárgyaljon Kim Dzsongun (Kim Jeong-un) elnökkel.